# District Abazinski
District Abazinski (Russisch: Абази́нский райо́н) is een district in het noorden van de Russische autonome deelrepubliek Karatsjaj-Tsjerkessië. Het district heeft een oppervlakte van 182 vierkante kilometer en een inwonertal van 17.069 in 2010. Het administratieve centrum bevindt zich in Inzhich-Chukun.
Bestuurlijk centrum: Tsjerkessk

Steden: Karatsjajevsk · Oest-Dzjegoeta · Teberda

Districten: Abazinski · Adyge-Chablski · Chabezski · Karatsjajevski · Malokaratsjajevski · Nogajski · Oeroepski · Oest-Djegoetinski · Prikoebanski · Zelentsjoekski